# Oleg Atkov
Oleg Yurevich Atkov (em russo:  Олег Юрьевич Атьков) (Khvorostyanka, 9 de maio de 1949) é um médico e ex-cosmonauta russo.
Formado em Moscou pelo Instituto de Medicina Ivan M. Sechenovem, em 1973, com doutorado em cardiologia cinco anos depois, Atkov foi selecionado para o programa espacial soviético como cosmonauta-médico, em março de 1983.
Foi ao espaço na nave Soyuz T-10, em fevereiro de 1984, para uma missão de oito meses a bordo da estação espacial Salyut 7, retornando em 2 de outubro do mesmo ano, a bordo da Soyuz T-11. Em sua permanência no espaço, Atkov acumulou um total de cerca de 236 dias em órbita terrestre, durante os quais realizou diversas experiências médicas como integrante da terceira tripulação fixa da estação. 
Retirando-se do serviço ativo com o encerramento da missão, passou a dedicar-se exclusivamente à medicina, passando a integrar a equipe do Instituto de Clínica Cardiólogica em Moscou.
Entre 1989 e 1996, Atkov trabalhou como vice-diretor do Departamento de Ciência da Vida no Espaço, na International Space University, em Estrasburgo, na França. Atualmente trabalha como especialista em telemedicina junto à Comissão Europeia.